# Wrangellgebergte
Het Wrangellgebergte is een hoog gebergte in het oosten van de Amerikaanse staat Alaska. Een groot deel van het gebergte ligt in het Wrangell–St. Elias National Park and Preserve. Het Wrangellgebergte is bijna volledig vulkanisch van oorsprong en omvatten de op één en twee na hoogste vulkanen in de Verenigde Staten, Mount Blackburn en Mount Sanford. Het gebergte dankt zijn naam aan Mount Wrangell, een van de grootste andesiet-schildvulkanen ter wereld en tevens de enige nog actieve vulkaan in het gebergte. Het Wrangellgebergte omvat het grootste deel van het Wrangell Volcanic Field, dat zich ook uitstrekt tot in het naburige Sint-Eliasgebergte en het Yukonterritorium in Canada.
Het Wrangellgebergte liggen net ten noordwesten van het Sint-Eliasgebergte en ten noordoosten van het Chugachgebergte, die langs de kust van de Golf van Alaska liggen. Deze gebergten hebben het gecombineerde effect dat ze de gebieden in het binnenland blokkeren voor warmere vochtige lucht boven de Stille Oceaan. De gebieden in het binnenland ten noorden van het Wrangellgebergte behoren daardoor tot de koudste gebieden van Noord-Amerika in de winter. 

## Belangrijkste toppen
In het Wrangellgebergte liggen 12 van de meer dan 40 toppen boven de 13.000 feet (ongeveer 4.000 m) in Alaska. De belangrijkse toppen zijn:
- Mount Blackburn (4.996 m) en East Summit (4.964 m)
- Mount Sanford (4.949 m) en South Peak (4.162 m)
- Mount Wrangell (4.317 m) en West Summit (4.271 m)
- Atna Peaks (4.225 m)
- Regal Mountain (4.220 m)
- Mount Jarvis (4.091 m) en North Peak (3.970 m)
- Parka Peak (4.048 m)
- Mount Zanetti (3.965 m)
- Mount Drum (3.661 m)
- Castle Peak (3.106 m)

## Naam en referenties in cultuur
Het gebergte is genoemd naar Ferdinand von Wrangel, een Duits-Baltisch officier in de Russische Keizerlijke Marine, ontdekkingsreiziger en geograaf die president was van de Russisch-Amerikaanse Compagnie. De Amerikaanse zanger John Denver schreef een nummer met een titel die verwijst naar het gebergte: The Wrangell Mountain Song.